# Résidence du préfet (Saint-Pierre et Miquelon)
Ne doit pas être confondu avec l’hôtel de préfecture de Saint-Pierre-et-Miquelon.

La résidence du préfet, connue autrefois sous le nom de résidence du gouverneur, est le siège du représentant de l’État à Saint-Pierre-et-Miquelon. Elle se situe dans la commune française de Saint-Pierre. Elle est un des plus anciens bâtiments de l'archipel.

## Situation et apparence
La résidence du préfet est située rue Albert-Briand, à l'angle de la rue Du Couédic, à Saint-Pierre.
Le bâtiment est en bois, peint en bleu et blanc,.

## Historique
La résidence, construite en 1884 ou 1885, est l’une des plus anciennes habitations de Saint-Pierre-et-Miquelon. Elle est dans un premier temps la demeure de l’administrateur des Affaires maritimes puis, à partir de 1934, la maison du gouverneur et enfin du préfet de Saint-Pierre-et-Miquelon.
Le général de Gaulle y séjourne lors de son bref passage sur l’archipel en juillet 1967, avant son déplacement au Canada.